# Kaoru Katakai
Kaoru Katakai (片貝 薫 Katakai Kaoru) es una seiyū japonesa nacida un 4 de abril en la Prefectura de Osaka. Ha trabajado en series como Kuragehime, Deadman Wonderland y Shiki, entre otras. Anteriormente, trabajó para Dojinsha Production. Actualmente, está afiliada a Kenyu-Office.

## Roles Interpretados

### Series de Anime
- AKB0048 como Tomomi Itano 8°
- Blade & Soul como Hana (eps 10-11).
- Deadman Wonderland como Miyako.
- Ginga Tetsudou Monogatari: Eien e no Bunkiten como la Madre de Frell.
- Hakkenden: Eight Dogs of the East como Tae.
- Hōrō Musuko como la Abuela de Shuuichi y Maho.
- Ichiban Ushiro no Daimaō como la Abuela de Junko.
- Kin-iro Mosaic como Matsuki-san.
- Kuragehime como Chiyoko (madre de Chieko).
- Noragami Aragoto como Ryūha (ep 6).
- Ore no Imōto ga Konna ni Kawaii Wake ga Nai como la Abuela de Manami.
- Sakurako-san no Ashimoto ni wa Shitai ga Umatteiru como Sayuki Haruma (ep 8).
- Shiki como Sumie Katou, Tae Yano, Hiroko Shimizu, Kazuko Ookawa y Yaeko Ootsuka.
- Tetsuwan Birdy: Decode 2 como Hatsue Chigira (ep 2).
- Yoshimune como Baba.
- Yumeiro Patissiere como Rei Kashino (ep 18).
- Yumeiro Patissiere Professional como Ethel (ep 60).

### Videojuegos
- The Elder Scrolls V: Skyrim como Fralia Melena Gris